# 1988 RM11
1988 RM11 är en trojansk asteroid i Jupiters lagrangepunkt L5. Den upptäcktes 14 september 1988 av den amerikanska astronomen Schelte J. Bus vid Cerro Tololo.
Asteroiden har en diameter på ungefär 22 kilometer.